# Цеклин
Цеклин (пол. Cieklin) — лемківське село в Польщі, у гміні Дембовець Ясельського повіту Підкарпатського воєводства.
Населення — 1217 осіб (2011).

## Розташування
Лежить над верхів'ям річки Беднарка — лівої притоки річки Ропа.
Прилягає з півночі до воєводської дороги № 993. 5 км до центру гміни села Дембовець і 11 км до повітового центру — Ясла.

## Історія
Заснований у XIII с., назву отримав від імені засновника Цекля (Пекосінського).
Після боїв Першої світової війни в 1915 р. залишилися 3 військові цвинтарі: № 11, № 12, № 13.
1936 р. в селі було мішане польсько-українське населення, з них 35 греко-католиків і 1230 римо-католиків.
До 1945 р. греко-католики села належали до парохії Воля Цеклинська Дуклянського деканату, до якої також входили Фолюш і Ясло. Метричні книги провадились від 1784 р.

## Демографія
Демографічна структура станом на 31 березня 2011 року:
|          | Загалом | Допрацездатний вік | Працездатний вік | Постпрацездатний вік |
| -------- | ------- | ------------------ | ---------------- | -------------------- |
| Чоловіки | 592     | 131                | 405              | 56                   |
| Жінки    | 625     | 142                | 334              | 149                  |
| Разом    | 1217    | 273                | 739              | 205                  |